# Лебединский, Евгений Алексеевич
Евгений Алексеевич Лебединский (30 декабря 1869 — 22 февраля 1915) — полковник Российской императорской армии, участник Первой мировой войны и кавалер ордена Святого Георгия 4-й степени. Погиб во время одного из боев.

## Биография
Евгений Алексеевич Лебединский родился 30 декабря 1869 года. По вероисповеданию был православным Окончил Орловское реальное училище.
20 августа 1888 года вступил на службу в Российскую императорскую армию. Военное образование получил в Московском пехотном юнкерском училище. 10 августа 1889 года получил старшинство в чине подпоручика 69-й пехотной резервной бригады. 10 августа 1893 года получил старшинство в чине поручика, 10 августа 1900 года получил старшинство в чине штабс-капитана. С 20 мая 1900 года был младшим офицером в Московском военном училище. 10 августа 1901 года получил старшинство в чине капитана. 18 сентября 1903 года был назначен адъютантом Московского военного училища. 10 августа 1905 года получил старшинство в чине капитана гвардии. С 11 декабря 1906 года по 6 декабря 1911 года был командиром роты в Алексеевском военном училище. 6 декабря 1911 года получил старшинство в чине полковника. По состоянию на 1 марта 1914 года служил в 11-м гренадерском Фанагорийском полку.
Принимал участие в Первой мировой войне. 14 августа 1914 года во время боя близ Замостья получил ранение. По состоянию на 5 января 1915 года служил в том же чине и том же полку. С 5 января 1915 года был командиром 152-го пехотного Владикавказского полка. По состоянию на 3 февраля 1915 года находился на той же должности. 22 февраля 1915 года погиб во время боя близ деревни Спирск. 3 марта 1915 года был исключён из списков как убитый во время боя.

## Награды
Евгений Алексеевич Лебединский был удостоен пяти орденов:
- Орден Святого Георгия 4-й степени (Высочайший приказ от 21 февраля 1916);
- Орден Святого Владимира 3-й степени с мечами (Высочайший приказ от 18 мая 1915);
- Орден Святого Владимира 4-й степени с мечами и бантом (Высочайший приказ от 4 февраля 1915);
- Орден Святой Анны 2-й степени (1909);
- Орден Святого Станислава 2-й степени (1906).